# Nora Jean Bruso

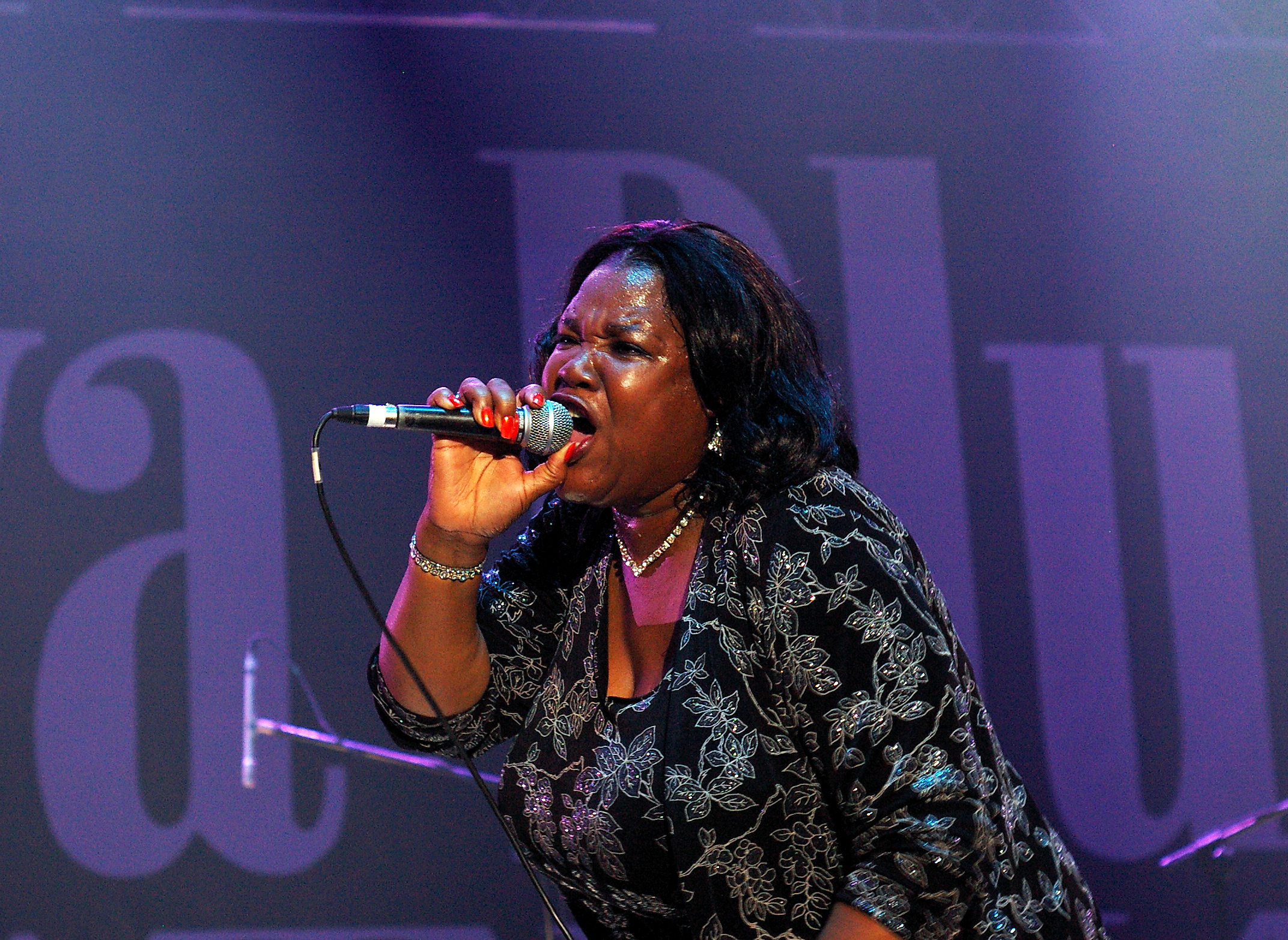
Nora Jane Bruso (2010)

Nora Jean Bruso (* 21. Juni 1956 in Greenwood (Mississippi) als Elnora Jean Wallace) ist eine amerikanische Sängerin und Songwriterin des Chicago Blues.

## Leben und Wirken
Bruso wuchs in einer Musikerfamilie auf; als Kind schlich sie sich jeden Freitag- und Samstagabend in die Musikkneipe ihrer Großmutter, wo sie dem Spiel ihrer Verwandten lauschte. In diesen Jahren entwickelte sie bereits eine Vorliebe für die Musik von Howlin’ Wolf. Sie gewann die West Tallahatchie High School Talent Show für Gesang und begann, in anderen Schulen in ihrer Umgebung aufzutreten.
1976 zog Bruso im Alter von 19 Jahren nach Chicago und sang dort (bis 1982) mit einer Gruppe namens Scottie and the Oasis. Sie trat mit anderen Ensembles auf, bevor Jimmy Dawkins sie förderte. Sie veröffentlichte ihre Debütsingle „Untrue Lover“ auf Dawkins’ Label Leric. 1985 steuerte sie den Gesang zu Dawkins’ Titel „Feel the Blues“ bei, der gleichfalls unter dem Namen Nora Jean Wallace veröffentlicht wurde. Mit Dawkins Band trat sie 1989 auf dem Chicago Blues Festival auf. 1991 war sie auch auf Dawkins Album Kant Sheck Dees Bluze (Earwig Records) vertreten.
1992 unterbrach Bruso ihre Karriere, um ihre beiden Söhne aufzuziehen, aber fast ein Jahrzehnt später nahm sie auf Anregung von Billy Flynn, einem Mitglied von Dawkins’ Band, ihre Karriere wieder auf: Sie sang vier Titel für das Album Blues and Love (2002) und trat im selben Jahr erneut als Sängerin mit Dawkins beim Chicago Blues Festival auf. 2002 lernte sie Mark Bruso kennen und heiratete ihn. Später im selben Jahr nahm sie ihr Debütalbum Nora Jean Bruso Sings the Blues auf, das 2003 von Red Hurricane Records veröffentlicht wurde. Bruso trat 2003 erneut beim Chicago Blues Festival auf, diesmal unter ihrem eigenen Namen, und tourte durch Europa.
2004 wurde Bruso für zwei W. C. Handy Awards nominiert, als „Best New Artist“ und „Best Traditional Female Artist“. Im selben Jahr, nachdem sie einen Plattenvertrag mit Severn Records unterschrieben hatte, veröffentlichte sie das Album Going Back to Mississippi. 2004 trat sie mit ihrer eigenen Band auf der Hauptbühne des Chicago Blues Festivals auf. Zu ihrem damaligen Ensemble gehörten Carl Weathersby (Gitarre), Bruce Beglin (Bass) und Brian Lupo (Gitarre).
Bruso trat in der Folge auf vielen weiteren Festivals auf, etwa dem King Biscuit Blues Festival oder dem Rawa Blues Festival. 2011 trat sie erneut beim Chicago Blues Festival auf. Im Jahr 2011 bemerkte die Chicago Sun-Times, dass ihre Zusammenarbeit mit Little Bobby für dessen Album Good Blues, „dazu beitrug, dass Nora Jean ihre siebte Nominierung für den Blues Music Award als ‚Best Traditional Female Blues Performer‘ erhielt.“
Nachdem sie ihre Mutter gepflegt hatte, erhielt sie 2018 die Gelegenheit, mit Blues Woman ein weiteres Album aufzunehmen. Sie ist auch auf Alben von Pinetop Perkins und von Toronzo Cannon and the Chicago Way zu hören.

## Diskographische Hinweise
- Sings the Blues (2003)
- Going Back to Mississippi (2004)
- Good Blues (2011)[2]
- Blues Woman (2020)